# Colbjørnsensgade
Colbjørnsensgade er en gade på Vesterbro i København, der går fra Vesterbrogade i nordvest til Tietgensgade i sydøst. Gaden domineres af hoteller, da den ligger parallelt med Københavns Hovedbanegård.
Colbjørnsensgade og de parallelle Reventlowsgade og Bernstorffsgade blev planlagt i 1881. De blev opkaldt efter Christian Colbjørnsen, Christian Ditlev Frederik Reventlow og Andreas Peter Bernstorff, der var tre af de drivende kræfter bag landboreformerne i 1780'erne. Bygningerne langs gaden blev dog først opført i 1890'erne.

## Bygninger
Gadens hoteller omfatter Meininger Hotel Copenhagen i nr. 5, Hotel Union i nr. 7, Hotel Urban House i nr. 11, Omena Hotel København i nr. 11, Good Morning City Copenhagen Star i nr. 13, Hotel du Nord i nr. 14, Saga Hotel i nr. 18, Hotel Bjørnen i nr. 27, Hotel Tiffany i nr. 28 og Hotel Ansgar i nr. 29. First Hotel Excelsior i nr. 6 blev fusioneret med First Hotel Mayfair i Helgolandsgade på den anden side af karréen i 2017.
Nr. 1 blev opført i 1892-1894 efter tegninger af Georg Palludan. Nr. 3 blev opført i 1880 efter tegninger af Johannes Emil Gnudtzmann. Nr. 6-8 blev opført i 1892 efter tegninger af Julius Bagger.